# Коломбо, Пьетро Сальваторе
Пьетро Сальваторе Коломбо (итал. Pietro Salvatore Colombo OFM, 28 октября 1922 года, Карате-Брианца, Италия — 9 июля 1989 года, Могадишо, Сомали) — первый католический епископ Могадишо с 20 ноября 1975 года по 9 июля 1989 года. Член монашеского ордена францисканцев. Убит исламским фундаменталистом в Могадишо в 1989 году.
20 августа 1944 года вступил в монашеский орден францисканцев. Получил богословское образование в университете Антониано в Милане. 6 апреля 1946 года был рукоположён в священники кардиналом Альфредо Шустером.
С 1947 года служил на миссии в Сомали. 20 ноября 1975 года римский папа Павел VI назначил его епископом Могадишо. 16 марта 1976 года состоялось его рукоположение в епископы, которое совершил в Милане архиепископ Милана кардинал Джованни Коломбо в сослужении с архиепископом Урбино-Урбания-Сант’Анджело-ин-Вадо Гвидо Аттилио Превитали и титулярным епископом Парнассуса Адольфо Луисом Босси.
Был убит 9 июля 1989 года выстрелом неизвестного исламского фундаменталиста около собора в Могадишо. Отпевание состоялось 15 июля в ночное время в обстановке полной секретности. Был похоронен около собора Могадишо. В 1991 году исламские фундаменталисты напали на собор, в результате чего могила Пьетро Коломбо подверглась надругательству. В августе 1993 года апостольский администратор с помощью итальянских десантников вывез останки Пьетро Коломбо и его предшественников, похороненных ранее около собора, в четырёх коробках в Италию, где 12 ноября 1997 года состоялось торжественное погребение в храме святого Антония Падуанского в Милане.